# Víctor Manuel Tamayo Vargas
Víctor Manuel Tamayo Vargas (Santa Rosa de Cabal, 1951) es un abogado y político colombiano, que se desempeñó como Gobernador del Departamento de Risaralda en dos mandatos: 2008-2011 y 2020-2023.

## Biografía
Nacido en el municipio de Santa Rosa de Cabal, en 1951, es bachiller del Seminario La Apostólica de los Padres Vicentinos. Estudió y se graduó de Derecho en la Universidad Libre de Colombia seccional Pereira.
Comenzó su carrera política en el Partido Conservador, a los 18 años, al ser elegido como Concejal de Santa Rosa de Cabal, para posteriormente ser elegido como diputado a la Asamblea Departamental. En 1995 fue nombrado como Secretario de Gobierno de Pereira por el Alcalde Juan Manuel Arango; así mismo, fungió como Alcalde encargado de esa ciudad. En las elecciones legislativas de 1998 resultó elegido como suplente del Representante a la Cámara por Risaralda Guillermo Botero Mejía.
En las elecciones regionales de 2007 fue elegido por primera vez como Gobernador de Risaralda, con el apoyo del senador Luis Elmer Arenas (Partido de la U) y los senadores Habib y Samy Merheg (Partido Conservador), y en compañía de Israel Londoño Londoño, como candidato a la Alcaldía de Pereira. Resultó elegido con 145.000 votos.
En las elecciones de 2015 fue de nuevo precandidato a la Gobernación; sin embargo, no obtuvo el respaldo de sus antiguos aliados, quienes presentaron como candidato a Sigifredo Salazar Osorio. En respuesta, Tamayo fundó su propio movimiento político, llamado Sentimiento de Todos, que además obtuvo el apoyo del exgobernador Diego Patiño (Partido Liberal), del Partido Cambio Radical y de algunos sectores del Partido de la U. A pesar de esto, con 183.000 votos frente a los 143.000 de Tamayo, Salazar resultó elegido.
Posteriormente, fundó el movimiento Nuevo Conservatismo y en 2019 fue de nuevo precandidato del Partido Conservador, pero no logró el aval y el partido eligió a Diego Naranjo Escobar como candidato. Finalmente, Tamayo lanzó su propia candidatura y obtuvo para esta el apoyo de los partidos políticos Autoridades Indígenas de Colombia, Colombia Justa Libres, la Alianza Social Independiente, el Partido Cambio Radical y el Partido de La U. En las elecciones regionales de octubre de 2019 resultó elegido para un segundo mandato (2016-2019) con el 41,27% de los votos, equivalente a 156.823 sufragios.